# 2022年度香港行政長官施政報告
《2022年度香港行政長官施政報告》是第六屆香港行政長官李家超所發表的第一份施政報告，於2022年10月19日發表，主題為「為市民謀幸福　為香港謀發展」。報告沿用綠色為封面。

## 內容摘要

### 全面準確貫徹「一國兩制」
- 於本立法年度提交《區旗及區徽條例》的修訂草案，與《國旗及國徽條例》和《國歌條例》適度地保持一致。[2]
- 進一步健全香港維護國家安全的法律制度和執行機制，包括推進《基本法》第23條立法準備工作、立法規管線上線下眾籌活動、立法提升關鍵基礎設施的網絡安全、完成處理虛假訊息的顧問研究作政策考慮等，以嚴防威脅再現，強調發展是硬道理。[3]
- 嚴格按照「完善選舉制度」，吸納愛國愛港、立場堅定、管治能力突出、熱心服務公眾的人士加入政府、各委員會和公營機構。
- 成立「法治教育督導委員會」，推廣一致和正確的法治訊息。[4]

### 提升「治理能力」和「治理效能」
- 成立「香港投資管理有限公司」。[5]
- 成立「特首政策組」。[6]
- 就指定項目訂立了約110個不同指標（KPI）。
- 引入軍事術語紅隊概念（red team），扮演批判、反對的角色，協助全面檢視決策和執行計劃的效果，以堵塞漏洞及優化政策。[7]
- 全面更新《公務員守則》，要求公務員注重團隊精神，敢於擔當，具備維護國家主權、安全和發展利益的意識，特別是透過推出「行政長官表揚榜」獎勵計劃以強化賞罰制度，表現欠佳公務員如果沒有改善，會被終止聘用。同時要求加深公務員對「一國兩制」和當代中國的了解。

### 招攬人才
指出香港在過去兩年流失約14萬本地勞動人口，推出多項「搶人才、搶企業」措施，以重新吸納人才。
- 成立300億元「共同投資基金」，引進和投資落戶香港的企業。[8]
- 推出「高端人才通行證計劃」和成立「人才服務窗口」，羅致內地和海外的高薪人才和全球百強大學畢業生來港發展。[9]
- 合資格外來人才在成為香港永久性居民後可申請退還在港置業已繳付額外的印花稅。
- 優化現有多項輸入人才計劃，加強吸引力。

### 文化藝術
- 香港演藝學院在北部都會區設立新校舍和增加非本地生比例。[10]
- 制定新的「十年文化藝術設施發展藍圖」，康文署增加表演場地座位數目約50%，全港博物館增加至19間。[11]
- 鼓勵私人發展項目加入文化藝術設施，例如劇院。[12]
- 研究長遠設立「流行文化館」。[11]
- 每年舉辦「香港周」、「中國戲曲節」。[11]

### 土地及房屋
- 推出全新「簡約公屋」，未來五年興建30,000個單位。[13]
- 所有於2026－2027年度起落成的資助出售房屋一般實用面積不少於26平方米。[14]
- 推出先導計劃，鼓勵私人發展商參與興建資助出售單位。[15]
- 壓縮造地程序，「生地」變可建屋「熟地」縮短三分之一至一半時間，長遠建立土地儲備，掌握土地供應主導權。[16]當中包括將8,000公頃的「綠化地帶」中，1,200公頃納入發展計劃，其中255公頃有發展房屋潛力的「綠化地帶」可提供70,000個單位，分別位於貼近大欖郊野公園的「屯門東」、荃灣芙蓉山、龍躍頭鄰近皇后山和新田麒麟山以南。[17]
- 提出將軍澳第137區的發展計劃，預計可提供50,000個房屋單位，最早2030年入伙。[18]
- 加快業權統一，樓齡達50至70年的私人樓宇強拍門檻由八成業權降至七成，樓齡達70年或以上降至六成。[19]
- 成立「專責審批組」加快審批一般建築圖則，使約八成圖則可於首次或第二次呈交時獲得批准。[19]
- 為新公營房屋項目制訂「幸福設計」指引，房委會將挑選5個現有公屋屋邨(觀塘啟業邨、黃大仙富山邨、深水埗澤安邨、元朗水邊圍邨、沙田美林邨)作為先導計劃(2024年9月2日推出)[14]

### 運輸基建
設六項重點運輸基建項目：
- 「北都公路」，由西邊天水圍途經新田連接東邊的古洞北。[20]
- 「沙田繞道」，興建南北幹道連接大埔及西九龍，方便新界東居民前往市區，並紓緩吐露港公路交通壓力。[20]
- 「將軍澳─油塘隧道」，興建將軍澳區內第三條公路隧道，以配合將軍澳第137區的發展。[20]
- 「港深西部鐵路」，連接洪水橋和深圳前海。[20]
- 「中鐵綫」，由元朗錦田途經葵涌連接九龍塘，紓緩屯馬綫的載運壓力。[20]
- 「將軍澳綫南延綫」，將軍澳綫由現時康城站向南延伸至將軍澳第137區。[20]

### 醫療
- 成立「基層醫療健康管理局」(易名「基層醫療署」已於2024年7月15日成立)[21]
- 推出為期三年的「慢性疾病共同治理先導計劃」(已於2023年11月13日推出)[22]
- 開設「中醫藥發展專員」職位(已於2024年5月20日上任)[23]
- 容許在內地及相關地區註冊的藥物，在符合安全、效能及質素標準等要求下，可在香港註冊及銷售。[24]

### 體育和休閒
- 馬鞍山白石興建香港第二個體育園。[25]
- 香港島建造全長約60公里「活力環島長廊」，連接港島北岸海濱長廊及南區多條現有海濱和郊野步行徑。[26]
- 研究發展大嶼山南部約1,000公頃「綠化地帶」土地作生態旅遊或康樂用途。[27]
- 第四季在全港五區與團體合辦周末市集。[27]

### 關愛共融
- 以小區方式成立「地區服務及關愛隊伍」，2023年率先在荃灣區和南區設立(首個成立的南區關愛隊已於2023年4月30日啟動)[28]
- 要求民政及青年事務局聯同政制及內地事務局就區議會作行政檢討並作出建議。[28]

### 地區環境
- 建議提高亂拋垃圾和店鋪阻街等罪行定額罰款(已於2023年10月22日生效)
- 改善維港兩岸的海水氣味問題，2024年年底前將污水量減少一半。
- 2023年年初提交條例草案，管制即棄塑膠餐具及其他塑膠產品(首階段管制已於2024年4月22日世界地球日生效)

### 教育
- 推動STEAM教育，包括在高小推行強化編程教育，以及在初中課程加入人工智能等創科項目。[29]
- 增加約1,600個資助研究生學額，為創科建立強大人才庫。[30]
- 今年內公布首個版本「青年發展藍圖」。[31]
- 推廣職業專才教育，包括增加3,000個自資學士學位和高級文憑課程資助學額，以及研究推出更多應用學位課程。[32]
- 進一步強化國民教育，培養愛國愛港愛家新一代。包括為所有公帑資助學校每年為家長舉辦一項或以上與國民教育有關的活動。
- 學校新聘常額教師必須通過《基本法》測試，2023學年起擴展至所有「直接資助計劃」學校及參加「幼稚園教育計劃」的幼稚園，測試內容涵蓋《基本法》和《香港國安法》。
- 就教師推出專業操守指引。
- 要求公帑資助學校的新入職教師及公營學校內擬晉升教師必須參加內地學習團。

### 青年
- 增加「青年委員自薦計劃」委員會數目至五年後不少於180個，並開放兩個地區委員會部分名額讓青年自薦參與。[31]
- 今年內成立「保安局青少年制服團隊領袖論壇」。
- 每年舉辦「香港青年節」。(首屆青年節已於2023年7月26日舉行啟動禮)
- 推出更多「首置」土地和擴大「青年宿舍計劃」，五年內提供額外約3,000個宿位。

### 共同抗疫
指出9月26日實行的「0+3」已經是重大改變，認為目前疫情會帶來風險，要求市民必須遵守和配合目前多項的防疫措施，而違反防疫規定會影響抗疫步伐，令前功盡廢。
- 成立由行政長官監督的「應對疫情指導及協調組」，在高層次作出有效指揮，按照不時變化的疫情發展和科學分析，制訂以最低成本達致最大效益的精準抗疫策略，並確保各政策局和部門能迅速應變。
- 「應對疫情指導及協調組」下成立13個專責／專項組，由司局長或部門首長負責，就專題事項制訂具體措施及方案。
- 積極與內地展開商討，以盡早落實 「前置檢疫」的安排。
- 與相關疫苗製造商聯繫，商討購入復必泰疫苗的幼兒和兒童配方，以及商討購入針對新變異病毒株的新一代疫苗。

### 說好香港故事
- 批評外部勢力不時刻意對國家抹黑造謠，歪曲香港，報告列出香港「世界第一」的成就，包括全球第一自由經濟體、全球企業營商環境排名第一、全球第一國際航空貨運量城市、全球最大離岸人民幣業務中心和亞洲唯一擁有五間全球百強大學的城市。
- 廣邀約1,000名來自內地和海外不同界別、具影響力的政商、媒體領袖等，贊助他們到訪香港並安排專屬行程，務求將“真實的香港好故事帶回家”。
- 各政府部門和相關機構透過多元活動推廣香港。

## 公佈後闡述
行政長官李家超於發表施政報告後，舉行了一系列公開闡述活動，其中包括：
- 施政報告記者招待會，於施政報告公佈當天（2022年10月19日）下午3時30分至5時舉行。[33]
- 施政報告論壇，於施政報告公佈當天（2022年10月19日）晚上7時30分至8時30分舉行，由無綫電視、有線電視、now TV及香港電台第一台及港台電視31聯合播出。[34]
- 行政長官施政答問，於施政報告公佈翌日（2022年10月20日）早上8時至9時30分舉行，由香港電台第一台、商業電台第一台以及新城財經台FM104頻道同步直播。[35]
- 施政報告及行政長官答問會，於施政報告公佈翌日（2022年10月20日）早上10時30分舉行。[36]

## 反應

### 未修補撕裂 搶人不如先留人
民主黨於發表《施政報告》後舉行記者會，主席羅健熙認為《施政報告》未有著墨如何修補社會撕裂，並指在14萬勞動人口流失的情況下，政府應在搶外地人才前先作止血。

## 外部連結
- 行政長官2022年施政報告 （页面存档备份，存于）
- 行政長官2022年施政報告演辭全文 （页面存档备份，存于）
- 行政長官2022年施政報告 政策措施 （页面存档备份，存于）